# Эймс, Эдельберт
Эдельберт Эймс (англ. Adelbert Ames; 1835, Рокленд, Мэн — 1933, Ормонд-Бич, Флорида) — американский военный деятель и политик, генерал армии Союза во время гражданской войны в США.

## Биография
В 1856 году поступил в военную академию Вест-Пойнт, которую окончил 5-м по успеваемости в выпуске 1861 года и был направлен во 2-й артиллерийский полк в звании второго лейтенанта. 

### Гражданская война

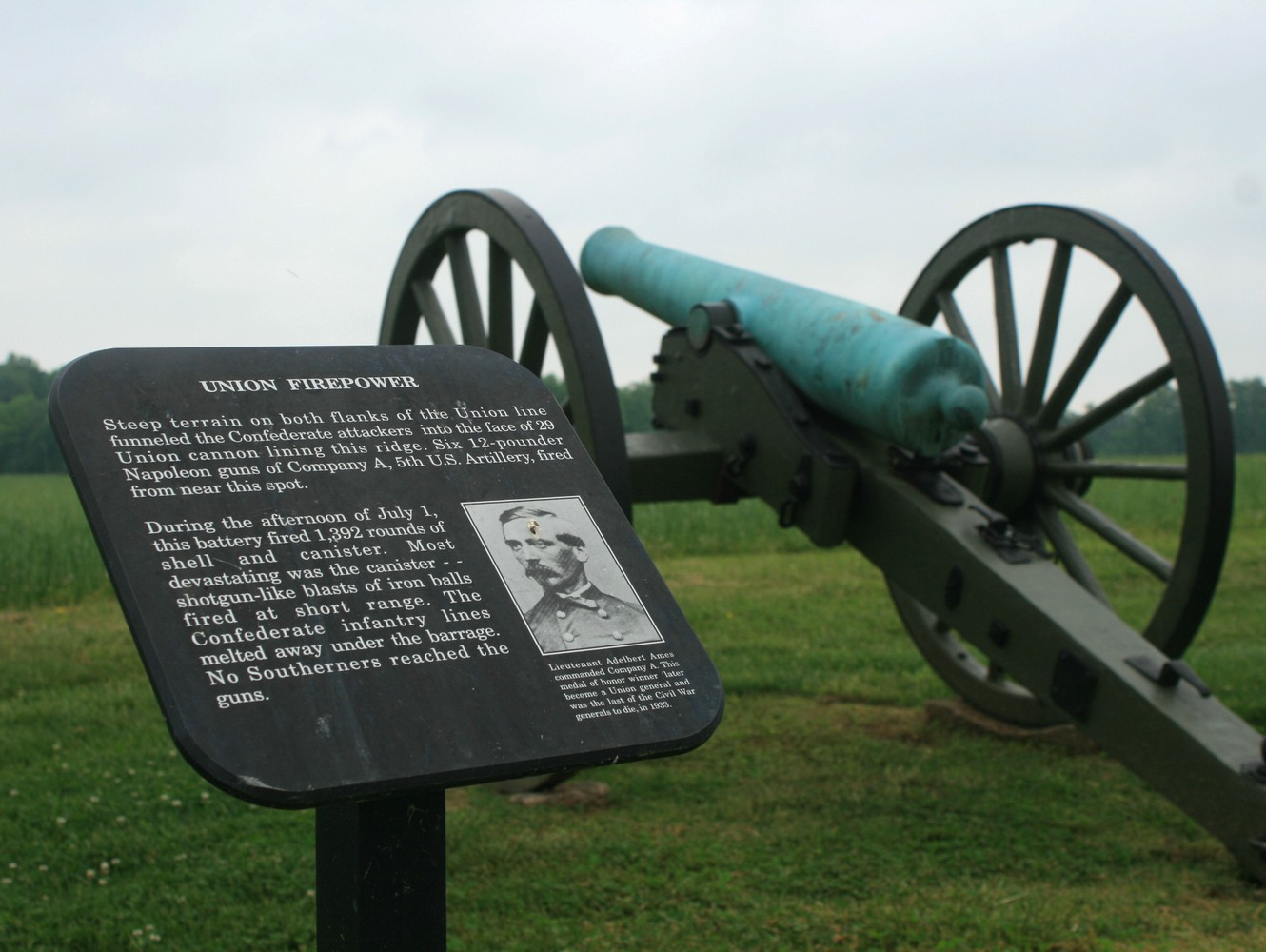
Батарея Эймса на поле боя при Малверн-Хилл

Когда Эймс попал в армию, ужа началась гражданская война. С мая по июль 1861 года он тренировал новобранцев, стал первым лейтенантом 5-го артиллерийского полка, затем принял участие в Манасасской кампании, где командовал секцией батареи Гриффина (батареи «D» 5-го артиллерийского полка) во время первого сражения при Булл-Ран. Он был тяжело ранен в бою, но отказался покинуть орудия. 22 июня 1894 года он был награждён Медалью Почёта за этот случай. 
21 июля Эймс получил временное звание майора за отвагу при Булл-ран. 
Из-за ранения он выбыл из строя с 22 июля по 4 сентября 1861 года.
С сентября 1861 по март 1862 года Эймс служил в укреплениях в Вашингтона, затем был переведен на Вирджинский полуостров, где принял командование батареей «А» 5-го артиллерийского полка. В апреле 1862 года принимал участие в осаде Йорктауна, затем прошёл Семидневную Битву, где сражался при Гейнс-Милл и при Малверн-Хилл. За Малверн-Хилл он получил временное звание подполковника, а 29 августа получил звание полковника добровольческой армии и возглавил 20-й Мэнский пехотный полк.
Во главе полка Эймс сражался под Энтитемом, под Фредериксбергом, и под Чанселорсвиллом. 2 мая, после Чанселорсвиллского сражения бригадный генерал Маклин был отстранён от командования 2-й бригадой 1-й дивизии XI корпуса, и после 8 мая командование было поручено Эймсу. Его бригада состояла из пяти пехотных полков:
- 17-й Коннектикутский пехотный полк; майор Аллан Бреди
- 25-й Огайский пехотный полк; майор Джеремия Уильямс
- 55-й Огайский пехотный полк; подполковник Чарльз Гэмби
- 75-й Огайский пехотный полк; полковник Эндрю Харрис
- 107-й Огайский пехотный полк; подполковник Чарльз Мюэллер

Участвовал в под Геттисбергом и перед Питерсбергом; получил временное повышение сначала до полковника, затем до генерал-майора за командование отрядом добровольцев во время операции по захвату форта Фишер, а по окончании войны за все заслуги в ходе неё был утверждён в звании генерал-майора.

### После войны
С 1868 по 1876 год принимал активное участие в Реконструкции Юга на территории штата Миссисипи: с 1868 по 1870 и с 1874 по 1876 год был губернатором штата, а с 1870 по 1874 год — сенатором от него. В период Реконструкции неоднократно обвинялся белыми землевладельцами Юга в поддержке интересов чернокожего населения и так называемых «саквояжников» — белых иммигрантов с Севера. В декабре 1874 года, когда разгорелись беспорядки в Виксбурге на расовой почве, принял активное участие в их подавлении и запросил в Вашингтоне предоставление дополнительных войск, чтобы подавить бунты и вернуть посты свергнутым чернокожим должностным лицам. Это ещё больше ополчило против него южан, и в конце 1876 года им удалось инициировать его отставку: его обвинили в коррупции и вынудили пойти на сделку со следствием, согласившись оставить губернаторское кресло в обмен на прекращение уголовного дела.
После отставки Эймс вступил в долю в семейном мельничном бизнесе и некоторое время в Нортфилде (штат Миннесота), затем в Нью-Йорке и Тьюксбери (штат Массачусетс). В 1898 году, когда началась Испано-американская война, вновь поступил на службу и в качестве бригадного генерала командовал бригадой добровольцев, сражался на Кубе. Через несколько лет ушёл из семейного бизнеса, занимался проектами в области недвижимости в Нью-Джерси и Флориде. С 1900 года был членом массачусетского Общества колониальных войн. 
Скончался 13 апреля 1933 года в возрасте 97 лет в Ормонд-Бич (штат Флорида).

## Семья
От брака с дочерью генерала Бенджамина Батлера имел сына, названного в честь деда Батлером (1871—1954). Успешный предприниматель, Батлер Эймс в 1919 году выкупил у наследников маркиза Арконати жемчужину озера Комо — виллу Балбьянелло, где проводил каждое лето до конца жизни.